# Байрамов, Ахняф Арсланович
Ахняф Арсланович Байрамов (баш. Әхнәф Арыҫлан улы Байрамов; 1923—2010) — башкирский писатель и поэт, корреспондент. Член Союза писателей Башкирской АССР (1957). Заслуженный работник культуры Башкирской АССР (1983). Лауреат премии Всесоюзного центрального совета профсоюзов и Союза писателей СССР (1980).

## Биография
Родился 30 сентября 1923 года в деревне Чияликулево (ныне — в Чекмагушевском районе Башкирии). По национальности татарин.
В 1941 году окончил среднюю школу, а в 1942 году — Златоустовское военно-инженерное училище.
Участвовал в Великой Отечественной войне. В боях под Сталинградом был тяжело ранен. После воевал на Юго-Западном, 1-м и 2-м Украинских фронтах в должности начальника инженерной службы полка и командира роты инженеров-сапёров. Принимал участие в боях за освобождение Польши, Румынии, Венгрии и Чехословакии. Был награждён орденами Отечественной войны 1-й и 2-й степени, дважды орденом Красной Звезды, медалями.
После демобилизации являлся корреспондентом в Башкирском радиокомитете, а после — воспитателем в молодёжном общежитии Уфимского паровозоремонтного завода.
В 1950—1962 гг. работал в газете «Кызыл тан».
В 1968—1983 гг. являлся директором бюро пропаганды художественной литературы Союза писателей Башкирской АССР.
Умер 16 февраля 2010 года в Уфе, был похоронен на Южном кладбище города.

## Творческая деятельность
В 1940 году были опубликованы первые стихи Ахняфа Байрамова в газете «Йәш төҙөүсе».
В 1954 году издан первый сборник очерков писателя под названием «Еңеүселәр» («Победители»). В последующих сборниках очерков «Күмелмәҫ эҙҙәр» (1957; «Неизгладимые следы») и «Ынйылар» (1969; «Жемчужинки») описывался трудовой героизм рабочих-машиностроителей. Центральной темой повестей «Һуҡмаҡтағы йондоҙҙар» (1976; «Звёзды на тропе») и «Оксана» (1982) являются судьбы женщин-тружениц, выдержавшие суровые испытания военного времени. Также Ахняф Байрамов является автором сборников рассказов «Гостинцы из города», «Волшебные ключи» и других.
В романе «Сынығыу йылдары» (1972; в русском переводе — «Годы возмужания», 1979) показан героический труд работников тыла в годы Великой Отечественной войны. Главный персонаж романа Байрамова проходит успешную производственную и нравственную закалку в среде рабочих и находит своё место в жизни.

## Книги
- Ҡала күстәнәсе хикәйәләр. — Өфө, 1978.
- Серле асҡыстар: профессия тураһында хикәйәләр. — Өфө, 1988.